# Николас Тулп
Николас Тулп (Амстердам, 9. октобар 1593 — Хаг, 12. септембар 1674) био је низоземски хирург и градоначелник Амстердама. Био је познат по својом моралном карактеру и као главни актер Рембрантове познате слике ,,Час анатомије доктора Николаса Тулпа".

## Живот
Рођено име му је Клас Питерзон и био је син успешног трговца који се бавио и грађанским пословима у Амстердаму. Студира медицину у Лајдену од 1611. до 1614. године. Затим се враћа у Амстердам где постаје поштовани лекар. Оженио је Агфе ван дер Фух 1617. године. Усвојио је лалу као симбол своје куће и променио име у Николас (прикладнија верзија имена Клас) Тулп (лала). Почео је да се занима за локалну политику и постаје градски благајник, а 1622. године постаје судија за прекршаје у Амстердаму.

## Рад
Тулпова каријера је расла са успехом Амстердама. Популација од 30.000 људи у 1580. години је порасла до 210.000 у 1650. години, а са тим и Тулпов утицај у граду и као доктор и као политичар. Возио се малом кочијом кроз град како би посетио све своје пацијенте. Захваљујући својим везама у градском већу, 1628. године је за професора анатомије у Амстердамском удружењу хирурга. Исте године умире Тулпова жена остављајући га са петоро деце. Опет се жени 1630. године за ћерку градоначелника Ауцхорна и с њом добија троје деце.
Николас Тулп је доктор који је прегледао и потписао извештаје о физичкој спремности првих низоземских досељеника на острву Менхетн. Његов потпис пронађен је у архивама низоземских насеља откривених 1980. гофине у подруму Јавне библиотеке Њујорка.
Тулп је такође био одговоран за инспекције апотека. Амстердамски хемичари су имали приступ биљкама и зачинима са истока захваљујући новом транспорту. Ово постаје успешна трговина и 1636. године је у Амстердаму било 66 апотека. Цене лекова су биле папрене, специфично неделотворног лека против куге, и Тулп је одлучио да уради нешто поводом тога. Зато окупља докторе и хемичаре и они заједно пишу прву фармакомеју Амстердама 1636. године. Удружење апотекара је захтевало да се раде испитивања на основу Тулпове књиге пре него што би новим хемичарима било дозвољено да отворе своје радње у Амстердаму. Ова фармакопеја постаје стандард за рад и убрзо постаје пример и за остале градове у Низоземској.

### „Књига чудовишта"
Тулпово најупечатљивији медицински рад била је Observationes Medicae, коју објављује Лодевејк Елзефир 1642. и 1652. године. Прву верзију је написао за свог сина након што је дипломирао, а другу верзију му посвећује након његове смрти. Ова кљига садржи најситније детаље Тулповог рада, као и 231 случај болести и смрти. Неки ову кљигу називају „Књига чудовишта", јер је цртао животиње донесене на бродовима Холандске источноиндијске компаније, али и због фантастичних прича које преноси.
Тулпов цртеж орангутана представља један од првих цртежа ове врсте. Ову животињу су звали индијски сатир, јер се сматрало да је сав терет са бродова из Индонезије. Међутим, пратећи текст говори да је животиња из Анголе. Овај цртеж је пресликаван много пута и представља основу многим теоријама о настанку човека. Најбитнију копију Тулповог дела и рад Јакоба де Бонта објављује Карл фон Лине како би показао везу узмеђу човека и мајмуна.
Јан де Дот, амстердамски ковач, био је у огромном болу због камену у бешици, али је одбијао да оде код „камених ножева" тј. берберских хирурга, који су имали велику стопу смртности код пацијената. Де Дот сам оперише на себи и преживљава, а камен који вади је наводно величине јајета. Ову причу, осим Тулпове књиге, илуструје слика у колекцији Музеја анатомије у Лајдену.
Тулп детаљно описује стања као што је мигрена, затим ефекат пушења дувана на плућа и показује разумевање људске психологије у опису плацебо ефекта. Такође открива илеоцекални вентил на споју великог и малог црева, који је још увек познат као „Тулпов вентил".
Иако је запазио многе болести, лечење се углавном наставило на традиционалан начин за то време. На пример, његов опис симптома болести берибери код холандских морнара остао је непримећен све док  200 година касније Кристијан Ејкман није открио узрок ове болести.

### „Час анатомије доктора Николаса Тулпа"
Рембрантова слика приказује Тулпа како даје час анатомије тако што сецира човека. Ово је било дозвољено једном годишње и то само је ако тело припада мушкарцу осуђеном на смрт и ако он не припада цркви. Часовима су присуствовали разни учени људи из целе Европе како би размењивали идеје о анатомији и хемијским процесима у људском телу. Догађај на слици дешава се 16. јануара 1632. године. Ова слика налази се у Маурицхејсу у Хагу.

## Политичка каријера
Делом захваљујући успеху његових књига, Тулп постаје градоначелник Амстердама 1654. године и остаје на тој позицији четири термина. Његов син Дирк жени се Аном Бурх, ћерком Алберта Бурха, који је такође био градоначелник Амстердама и који је студирао медицину у Лајдену 1614. године. Тулпова черка Маргарета удаје се за Јана Сикса, ком је Тулп помогао да постане судија за породичне послове у Амстердаму. Сикс такође постаје градоначелник неколико година касније. Тулп позива Паулуса Потера у Амстердам, јер је био импресиониран његовим понашањем. Такође му тражи да наслика његовог сина Дирка.
Тулп умире 1674. године у Хагу, а сахрањен је у Амстердаму. Јост ван ден Фондел, низоземски песник, написао је неколико стихова о Тулпу. Поред Рембранта, постоји још сликара који га сликају, на пример Јуријан Овенс и Артус Квелејн.